# ستيف بانكروفت
ستيف بانكروفت هو لاعب هوكي جليد كندي، ولد في 6 أكتوبر 1970 في تورونتو في كندا.

## وصلات خارجية
- ستيف بانكروفت على موقع دوري الهوكي الوطني (الإنجليزية)
- ستيف بانكروفت على موقع قاعة مشاهير الهوكي (لاعب أن.إتش.أل) (الإنجليزية)
- ستيف بانكروفت على موقع EliteProspects.com (الإنجليزية)
- ستيف بانكروفت على موقع HockeyDB.com (الإنجليزية)
- ستيف بانكروفت على موقع Hockey-Reference.com (الإنجليزية)